# Palácio Presidencial (Niamey)
O Palácio Presidencial de Niamey é a residência oficial do Presidente da República do Níger. O palácio e o complexo presidencial adjacente estão localizados ao longo do Boulevard de la République em Niamey, às margens do Rio Níger. O atual Palácio Presidencial foi construído no início da década de 2020, substituindo o antigo palácio, construído na era colonial francesa e que era usado desde a independência do Níger em 1960.

Em 26 de julho de 2023, o presidente Mohamed Bazoum foi alvo de um golpe de estado enquanto estava sob custódia dentro do palácio por soldados da guarda presidencial.

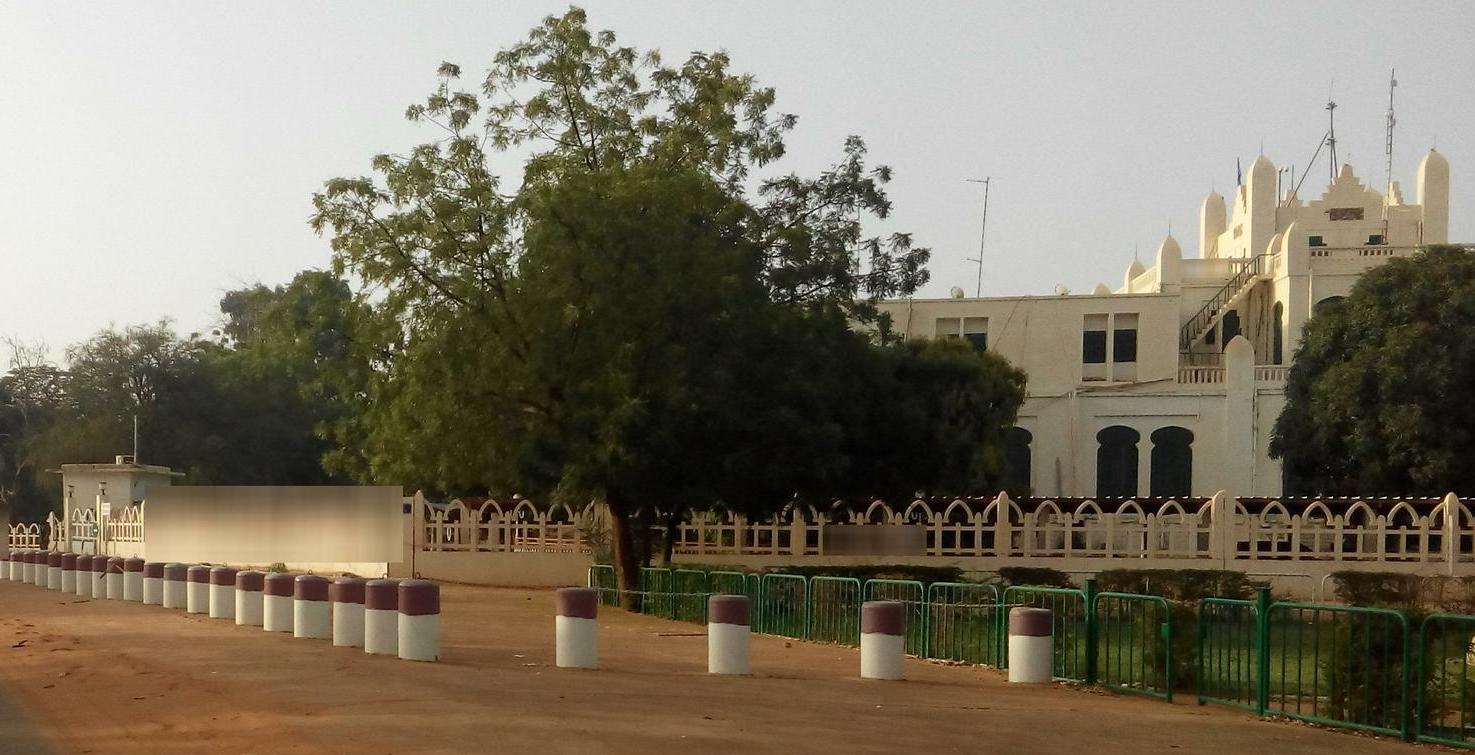
O antigo palácio presidencial em 2016 localizado do outro lado do Boulevard de la République.